# Geertruid Adriaansdochter
Geertruid Adriaansdochter (geboren in Wormer; gestorben 28. Juni 1573 nahe Amsterdam) – auch  Geertje van Wormer – war eine niederländische Bäuerin, die als  katholische Märtyrerin angesehen wurde.

## Leben
Geertruid Adriaansdochter wurde vermutlich in Wormer geboren. In seinem posthum 1700 veröffentlichten Märtyrerbuch listet Pieter Opmeer berühmte Katholiken aus Wormer auf, darunter eine Frau Geertruid Adriaansdr. Über ihre Herkunft ist wenig bekannt, außer dass sie wenig Geld und Besitz hatte, aber einen Ehemann und Kinder. Sie gehörte in ihrer Jugend der Pfarrei von Maarten Donck an, dem Pfarrer von Wormer zwischen 1541 und 1558. Donck musste nach der Unterdrückung durch die Täufer das Vertrauen und die Gunst der Gemeindemitglieder zurückgewinnen und gründete dazu auch eine Lateinschule. Geertruid wurde vermutlich in dieser Schule als Mädchen nicht unterrichtet, aber ihr Bruder Cornelis. Dieser wurde später Kaplan im südholländischen Berkel und musste Anfang 1673 nach Amsterdam ziehen, um dort Zuflucht zu suchen.
Opmeer berichtet, dass in der ersten Hälfte des Jahres 1573 in Amsterdam bereits mehr als siebzig geflüchtete Geistliche „an Kummer und Trauer“ gestorben seien. Viele katholische Geistliche suchten Zuflucht in dieser Stadt, die die Aufständischen vor den Toren hielt.
Nachdem Geertruid Adriaansdochter hörte, dass ihr Bruder als Priester bei der Bestattung der Leichen von Soldaten helfen müsste, habe sie beschlossen, ihn in Amsterdam zu besuchen und ihm Lebensmittel zu bringen. Aufgrund der Seeblockade durch die Aufständischen herrschte in der Stadt Amsterdam erheblicher Lebensmittelmangel. Mehrere Versuche, mit dem Boot nach Amsterdam zu gelangen, seien gescheitert, weil Räuber das Schiff aufgehalten hätten. So habe die inzwischen im 5. Monat schwangere Geertruid Adriaansdr. am 27. Juni 1573 einen erneuten Versuch unternommen, nach Amsterdam zu gelangen. Ihre Schwägerin, deren Bruder ebenfalls im Exil in Amsterdam gewesen sei, sei  auch dabei gewesen. Ihr Boot mit Butter und Käse sei jedoch von Waterland-Bauern geentert worden. Diese hätten sie zum Weiler IJpesloot am Diemerdijk geführt, wo sich die Schanzen der Aufständischen befunden hätten.
Sie  sei vom Kommandeur der Beggarse-Soldaten beschuldigt worden, Amsterdam mit Lebensmitteln versorgt haben zu wollen. Nachdem sie erkannt habe, dass der Kommandeur ein Cousin ihres Mannes sei, habe sie versucht, an seine Gefühle zu appellieren, indem sie eine religiöse Rede gehalten habe. Die Soldaten hätten sich jedoch über den katholischen Glauben lustig gemacht und der Vorgesetzte habe den Frauen gesagt, dass er sie nicht vor den Soldaten schützen könne. Geertruid Adriaansdr. soll ihnen geantwortet haben: „Ich möchte im Fall Ihrer Bauernsoldaten keinen Nagel von meiner Religion abweichen, selbst wenn Sie mich hängen“. Obwohl das für die Frauen geforderte Lösegeld von sechzig Gulden unterwegs gewesen sei, hätten die Soldaten nun gefordert, Geertruid Adriaansdr. zu hängen. Weinend habe sie gebetet, aber nicht nachgegeben. Sie sei am nächsten Tag zum Galgen gebracht worden, wo sie den Umstehenden ihren Oberrock und ihren Kopfschmuck aus Leinen mit der Bitte übergeben habe, die Kleidung ihrem Mann auszuhändigen, damit er ihre Kinder damit bekleiden könne. Sie hatte nun keinen Besitz mehr. Als sie die Leiter hinaufgestiegen sei, habe  sie streitlustig aus der Bibel zitiert, danach habe sie erneut gebetet und sei dann von der Leiter gestoßen worden. Ihr lebloser Körper sei anschließend in den IJ geworfen worden. Die Nachricht über ihren Tod wurde von ihrer freigekauften Schwägerin in Wormer verbreitet und habe dort großen Eindruck bei den Bewohnern hinterlassen.

## Rezeption
Diese von Van Opmeer aufgeschriebene Geschichte über die Bäuerin aus Wormer floss später in verschiedene Publikationen ein. Es wurden von späteren Autoren Dinge hinzugefügt, wie im Werk von Hugo Franciscus van Heussen aus dem Jahr 1721. Dort wurde Geertruid Adriaansdr. „gefoltert“, bevor die Aufständischen sie erhängten. In der Erzählung von Van der Aa aus dem Jahr 1849 hat sich die Folter zu „der entsetzlichsten Misshandlung“ durch eine Menge „rasender und rauflustiger Bauern“ entwickelt. Im selben Jahr fügte Jacob Honig die Vermutung hinzu, Geertruid Adriaansdr. habe die Bootsfahrt nach Amsterdam alleine gemacht und sei „unter dem wilden Jubel der Bewohner gehängt worden“. Alle Autoren loben Geertje van Wormers Standhaftigkeit und religiösen Eifer.